# Myles Jury
Myles Jury (Hazel Park, 31 ottobre 1988) è un lottatore di arti marziali miste statunitense attualmente sotto contratto con la Ultimate Fighting Championship, nella quale combatte nella divisione dei pesi piuma.

## Biografia
Jury nacque ad Hazel Park nel Michigan; quando aveva solo due anni i genitori divorziarono e Jury venne affidato a suo padre. In adolescenza cominciò a praticare wrestling dimostrando delle ottime doti di grappling, ottenendo anche un record di 12-2 al suo primo anno di attività. All'età di 13, invece, cominciò ad allenarsi nel brazilian jiu-jitsu sotto la guida di Don Richard; da questa disciplina passò alle arti marziali miste ed debuttò come amatore quando aveva solo 15 anni. Subito dopo Jury andò a vivere a Fenton con sua madre e il suo nuovo compagno, lì continuò gli studi nel liceo del paese. Successivamente andò al college di Oakland ma abbandonò gli studi per concentrarsi meglio sugli allenamenti.

## Carriera nelle arti marziali miste

### Primi anni
Jury debuttò ufficialmente nelle MMA nell'ottobre del 2005. Prima di apparire nel famoso reality show americano The Ultimate Fighter, Jury lottò nella promozione californiana King of the Cage dove ottenne un record di 9 vittorie consecutive, incontri vinti tutti al primo round. Dopo aver ottenuto la cintura nera in brazilian jiu-jitsu, cominciò a perfezionare le tecniche di wrestling e di striking. 

### The Ultimate Fighter
Myles Jury apparve in due stagione del reality The Ultimate Fighter, ovvero in TUF 13 dove apparve nel primo episodio in un ruolo secondario e, dopo essersi allenato, entrò a far parte nel cast di TUF 15 assieme ad altri 31 partecipanti. In questa stagione vinse il match preliminare per poter accedere alla casa dello show, subito dopo però venne sconfitto da Al Iaquinta per decisione non unanime.

### Ultimate Fighting Championship
Jury debutto ufficialmente nella UFC all'evento The Ultimate Fighter 15 Finale, svolto il 1º giugno 2012, contro Chris Saunders dove vinse l'incontro per sottomissione.
Poco dopo sfidò Michael Johnson ad UFC 155, dove dominò l'intero match per poi ottenere una vittoria per decisione unanime.
Nel 2013 ottenne altre due vittorie contro Ramsey Nijem e Mike Ricci; nel primo incontro ottenne la vittoria con uno splendido knockout al secondo round.
A marzo del 2014 ad UFC 171 ottenne un'altra vittoria contro Diego Sanchez per decisione unanime.
Jury doveva affrontare Abel Trujillo il 28 giugno ad UFC Fight Night: Swanson vs. Stephens; tuttavia, Jury venne rimosso dalla card dopo essersi infortunato in allenamento.
Il 20 settembre 2014 affrontò Takanori Gomi all'evento UFC Fight Night: Hunt vs. Nelson. Jury vinse l'incontro per KO tecnico dopo aver mandato al tappeto Gomi con un potente diretto destro al volto, dando a Gomi la sua prima sconfitta per knockout.
Jury subisce la prima sconfitta nella sua carriera da professionista nel gennaio del 2015, quando perde meritatamente contro il numero 4 dei ranking Donald Cerrone. Mentre a luglio avrebbe dovuto vedersela con l'ex campione dei pesi leggeri UFC Anthony Pettis; tuttavia, Pettis subì un infortunio e venne sostituito dal brasiliano Edson Barboza. Successivamente, anche Jury venne sorpreso da un infortunio e non potendo prendere parte all'incontro fu sostituito da Paul Felder.
A dicembre affrontò Charles Oliveira in un match valido per la categoria dei pesi piuma. Durante la verifica del peso Oliveira superò il limite massimo consentito, quindi l'incontro divenne un catchweight match. Jury venne sconfitto con una ghigliottina al primo round.

### Risultati nelle arti marziali miste
Gli incontri segnati su sfondo grigio si riferiscono ad incontri di esibizione non ufficiali o comunque non validi per essere integrati nel record da professionista.
| Risultato | Record | Avversario         | Metodo                           | Evento                                 | Data              | Round | Tempo | Luogo                        | Note                                          |
| --------- | ------ | ------------------ | -------------------------------- | -------------------------------------- | ----------------- | ----- | ----- | ---------------------------- | --------------------------------------------- |
| Sconfitta | 19-6   | Sidney Outlaw      | Sottomissione (rear-naked choke) | Bellator 261                           | 25 giugno 2021    | 3     | 4:44  | Uncasville, Stati Uniti      |                                               |
| Vittoria  | 19-5   | Georgi Karakhanyan | Decisione (non unanime)          | Bellator 243                           | 7 agosto 2020     | 3     | 5:00  | Uncasville, Stati Uniti      |                                               |
| Vittoria  | 18-5   | Brandon Girtz      | Decisione (unanime)              | Bellator 239                           | 21 febbraio 2020  | 3     | 5:00  | Thackerville, Stati Uniti    |                                               |
| Sconfitta | 17-5   | Benson Henderson   | Decisione (unanime)              | Bellator 227                           | 27 settembre 2019 | 3     | 5:00  | Dublino, Irlanda             | Ritorno nei pesi leggeri                      |
| Sconfitta | 17-4   | Andre Fili         | Decisione (unanime)              | UFC on ESPN: Ngannou vs. Velasquez     | 17 febbraio 2019  | 3     | 5:00  | Phoenix, Stati Uniti         |                                               |
| Sconfitta | 17-3   | Chad Mendes        | KO Tecnico (pugni)               | UFC Fight Night: dos Santos vs. Ivanov | 14 luglio 2018    | 1     | 2:52  | Boise, Stati Uniti           |                                               |
| Vittoria  | 17-2   | Rick Glenn         | Decisione (unanime)              | UFC 219: Cyborg vs. Holm               | 30 dicembre 2017  | 3     | 5:00  | Las Vegas, Stati Uniti       |                                               |
| Vittoria  | 16-2   | Mike De La Torre   | KO Tecnico (gomitate e pugni)    | UFC 210: Cormier vs. Johnson 2         | 8 aprile 2017     | 1     | 3:30  | Buffalo, Stati Uniti         | Debutto nei pesi piuma                        |
| Sconfitta | 15-2   | Charles Oliveira   | Sottomissione (ghigliottina)     | UFC on Fox: dos Anjos vs. Cerrone 2    | 19 dicembre 2015  | 1     | 3:05  | Orlando, Stati Uniti         | Incontro Catchweight 68.3 kg                  |
| Sconfitta | 15-1   | Donald Cerrone     | Decisione (unanime)              | UFC 182: Jones vs. Cormier             | 3 gennaio 2015    | 3     | 5:00  | Las Vegas, Stati Uniti       |                                               |
| Vittoria  | 15-0   | Takanori Gomi      | KO Tecnico (pugni)               | UFC Fight Night: Hunt vs. Nelson       | 15 marzo 2014     | 1     | 1:32  | Saitama, Giappone            |                                               |
| Vittoria  | 14-0   | Diego Sanchez      | Decisione (unanime)              | UFC 171: Hendricks vs. Lawler          | 15 marzo 2014     | 3     | 5:00  | Dallas, Stati Uniti          |                                               |
| Vittoria  | 13-0   | Mike Ricci         | Decisione (non unanime)          | UFC 165: Jones vs. Gustafsson          | 21 settembre 2013 | 3     | 5:00  | Toronto, Canada              |                                               |
| Vittoria  | 12-0   | Ramsey Nijem       | KO (pugno)                       | UFC on Fox: Henderson vs. Melendez     | 20 aprile 2013    | 2     | 1:02  | San Jose, Stati Uniti        |                                               |
| Vittoria  | 11-0   | Michael Johnson    | Decisione (unanime)              | UFC 155: dos Santos vs. Velasquez 2    | 29 dicembre 2012  | 3     | 5:00  | Las Vegas, Stati Uniti       |                                               |
| Vittoria  | 10-0   | Chris Saunders     | Sottomissione (ghigliottina)     | The Ultimate Fighter 15 Finale         | 1 giugno 2012     | 1     | 4:03  | Las Vegas, Stati Uniti       |                                               |
| Sconfitta | NU     | Al Iaquinta        | Decisione (non unanime)          | The Ultimate Fighter 15                | 30 marzo 2012     | 3     | 5:00  | Las Vegas, Stati Uniti       | Torneo dei Pesi Leggeri TUF 15, Secondo turno |
| Vittoria  | NU     | Akbarh Arreola     | Decisione (unanime)              | The Ultimate Fighter 15                | 9 marzo 2012      | 1     | 5:00  | Las Vegas, Stati Uniti       | Torneo dei Pesi Leggeri TUF 15, Primo turno   |
| Vittoria  | 9-0    | Sam Oropeza        | Sottomissione (neck crank)       | KOTC: No Mercy                         | 17 settembre 2010 | 1     | 2:55  | Mashantucket, Stati Uniti    |                                               |
| Vittoria  | 8-0    | David Herlein      | KO Tecnico (pugni)               | XCC: Rumble in Royal Oak 5             | 16 gennaio 2010   | 1     | 0:48  | Royal Oak, Stati Uniti       |                                               |
| Vittoria  | 7-0    | Garrett Olson      | Sottomissione (armbar)           | KOTC: Strike Point                     | 10 ottobre 2009   | 1     | 1:09  | Lac du Flambeau, Stati Uniti |                                               |
| Vittoria  | 6-0    | Tyrone Holmes      | KO Tecnico (pugni)               | KOTC: Encore                           | 19 giugno 2009    | 1     | 2:20  | Mount Pleasant, Stati Uniti  |                                               |
| Vittoria  | 5-0    | Karl Kelly         | Sottomissione (pugni)            | KOTC: Insanity                         | 4 aprile 2009     | 1     | 0:20  | Lac du Flambeau, Stati Uniti |                                               |
| Vittoria  | 4-0    | Marcus Ajian       | Sottomissione (pugni)            | KOTC: Anticipation                     | 26 novembre 2008  | 1     | 0:49  | Mount Pleasant, Stati Uniti  |                                               |
| Vittoria  | 3-0    | Darrell Mitchell   | KO Tecnico (pugni)               | KOTC: Level One                        | 18 ottobre 2008   | 1     | 0:57  | Lac du Flambeau, Stati Uniti |                                               |
| Vittoria  | 2-0    | Joshua Taibl       | KO Tecnico (pugni)               | KOTC: Settlement                       | 13 giugno 2008    | 1     | 1:20  | Mount Pleasant, Stati Uniti  |                                               |
| Vittoria  | 1-0    | Brad Johnson       | KO (calcio alla testa)           | Michigan Fight League                  | 15 febbraio 2008  | 1     | 0:12  | Michigan, Stati Uniti        |                                               |